# 安藤文英
安藤 文英（あんどう ぶんえい、1883年7月15日 - 1958年4月13日）は、日本の仏教学者、僧侶。駒澤大学教授、總持寺顧問、学校法人総持学園理事長などを歴任。号は哲山。

## 来歴
明治16年、尾張国熱田（愛知県）生まれ。秋野孝道に参道。1910年（明治43年）曹洞宗大学（現: 駒澤大学）卒業。4年間、内地留学生として宗学研究を行う。1910年から可睡斎にて参禅学道。1921年に曹洞宗第一中学林教頭、1926年に同校長。1944年より總持寺監院。駒澤大学教授、神奈川県仏教会顧問、静岡県周智郡大洞院独住八世、崇信寺44世などを務める。
著書に「修証義通解」「永平大清規通解」、共著に「正法眼蔵註解全書」「禅学辞典」など。

## 著書
- 「国立国会図書館サーチ>安藤文英」

### 論文
- CiNii>安藤文英